# Municipio de West Branch (Iowa)
El municipio de West Branch (en inglés: West Branch Township) es un municipio ubicado en el condado de Sioux en el estado estadounidense de Iowa. En el año 2010 tenía una población de 6.551 habitantes y una densidad poblacional de 70,44 personas por km².

## Geografía
El municipio de West Branch se encuentra ubicado en las coordenadas 43°2′50″N 96°8′47″O / 43.04722, -96.14639. Según la Oficina del Censo de los Estados Unidos, el municipio tiene una superficie total de 93 km², de la cual 92.8 km² corresponden a tierra firme y (0.21%) 0.2 km² es agua.

## Demografía
Según el censo de 2010, había 6.551 personas residiendo en el municipio de West Branch. La densidad de población era de 70,44 hab./km². De los 6.551 habitantes, el municipio de West Branch estaba compuesto por el 93.38% blancos, el 0.43% eran afroamericanos, el 0.26% eran amerindios, el 1.24% eran asiáticos, el 0.02% eran isleños del Pacífico, el 3.79% eran de otras razas y el 0.9% pertenecían a dos o más razas. Del total de la población el 10.3% eran hispanos o latinos de cualquier raza.